# Анналы (журнал)
Журнал «Анналы» — исторический научный журнал, основанный в 1929 году французскими историками Марком Блоком (1886—1944) и Люсьеном Февром (1878—1956) (в то время профессорами Страсбургского университета). Вокруг журнала сформировалась школа «Анналов», оказавшая значительное влияние на развитие всей мировой историографии XX века.
Издание на английском языке осуществляется с 2012 года и содержит переводы на английский язык оригинальных французских статей. В 2017 году журнал сформировал партнёрство с издательством Cambridge University Press для публикации как французских, так и английских изданий журнала.

## Хронология названия
- 1929—1938: Анналы экономической и социальной истории (фр. Annales d’histoire économique et sociale)
- 1939—1941: Анналы социальной истории (фр. Annales d’histoire sociale)
- 1942—1944: Сборники социальной истории (фр. Mélanges d’histoire sociale), выходили не регулярно
- 1945: Анналы социальной истории (фр. Annales d’histoire sociale)
- 1946—1993: Анналы: экономики, общества, цивилизации. (фр. Annales. Économies, Sociétés, Civilisations (ou Annales ESC))
- с 1994: Анналы: история, социальные науки. (фр. Annales. Histoire, Sciences sociales (ou Annales HSS))

## Учёные секретари журнала
- 1954—1962 годы — Робер Мандру
- 1964—1966 годы — Марк Ферро
- 1969—1976 годы — Андре Бюргьер
- 1986—1992 годы — Бернар Лепти